# Сидра (Пуэрто-Рико)
Сидра (исп. Cidra) — муниципалитет Пуэрто-Рико,
Расположен среди гор в центральной части острова, на вершине холма в восточной части Центральных Кордильер, к северу от города Кайей, западнее Кагуаса, к югу от Агуас-Буэнас. 
На 2020 год население муниципалитета составляло 39 970 человек.
Площадь Адхунтас составляет 94,42 км² (46 место по этому показателю среди 78 муниципалитетов Пуэрто-Рико).
Считается, что название Сидра происходит от цитрусовых, которые широко культивировались в этом регионе. Сидра известен также под названием El Pueblo de la Eterna Primavera, что значит в в переводе с исп. — «Город вечной весны» и  El Pueblo de la Paloma Sabanera, что значит в в переводе с исп. — «Город равнинных голубей».
На этой территории ранее проживали коренные жители народа Таино.
После испано-американской войны в соответствии с условиями Парижского договора в 1898 году Испания  уступила территорию Пуэрто-Рико Соединенным Штатам. В 1899 году Соединенные Штаты провели первую перепись населения Пуэрто-Рико, в результате которой, население Сидры составило 7 552 человека.
В 2017 году муниципалитету нанёс большой ущерб ураган Мария.